# Johanna Bormann
Johanna Bormann (ur. 10 września 1893 w Birkenfelde, zm. 13 grudnia 1945 w Hameln) – SS-Aufseherin, niemiecka nadzorczyni w nazistowskich obozach koncentracyjnych i zbrodniarka wojenna.

## Życiorys
Do służby w SS zgłosiła się w roku 1938 by, jak to później tłumaczyła podczas swojego procesu, zarobić więcej pieniędzy. Służbę w obozach koncentracyjnych rozpoczęła w Lichtenburgu w Saksonii (początkowo w kuchni), gdzie z 49 innymi kobietami z pomocniczej służby SS podlegała Oberaufseherin Jane Bernigau. W 1939 roku przeniesiono ją do nowo powstałego obozu kobiecego w Ravensbrück, gdzie nadzorowała jedną z grup roboczych. W marcu 1942 roku skierowano ją do pracy w obozie Auschwitz I. Więźniarki nazywały ją „kobietą z psami”, gdyż rzadko rozstawała się z ogromnymi wilczurami, szczując nimi bezbronne ofiary. Od października 1942 roku przeszła jako nadzorczyni do obozu zagłady Birkenau, gdzie jej zwierzchniczkami były: Margot Drechsel, Maria Mandl i Irma Grese.
W roku 1944 służyła w podobozie Hindenburg (obecnie Zabrze), a w styczniu 1945 znalazła się ponownie w Ravensbrück. W marcu 1945 roku przeniesiono ją do obozu Bergen-Belsen, który wyzwolono 15 kwietnia 1945 roku. W chwili wyzwolenia obozu znajdowało się w nim 10 tysięcy zwłok i 60 tysięcy żywych więźniów. Bormann została schwytana przez Brytyjczyków i osądzona następnie w pierwszym procesie załogi tego obozu (od 17 września do 17 listopada 1945 roku). Odpowiadała także za swoje zbrodnie popełnione w Auschwitz-Birkenau.
Została skazana na śmierć i powieszona przez brytyjskiego kata Alberta Pierrepointa 13 grudnia 1945 roku o godzinie 10:38 w więzieniu Hameln. W tym samym dniu zostały powieszone także Irma Grese i Elisabeth Volkenrath.